# Michel Espinosa (football)
Pour les articles homonymes, voir Michel Espinosa et Espinosa.
Michel Espinosa, né le 15 septembre 1993 à Yaoundé, est un footballeur franco-camerounais. Il évolue au poste de milieu de terrain au RE Virton.

## Biographie

### Carrière en club
Né à Yaoundé au Cameroun, Michel Espinosa arrive à l'âge de 8 ans dans la ville de Trèbes, dans l'Aude. Il commence le football dans l'école de football du FA Carcassonne, commune voisine. Il est surclassé d'un an lorsqu'il intègre le pôle espoirs fédéral de Castelmaurou, en 2005.
Il est ensuite formé au Toulouse FC pendant sept ans. Non conservé, il rebondit au Trélissac FC à l'été 2014. En 2015 les entraîneurs du groupe D de CFA l'élisent dans l'équipe-type de la saison, comme remplaçant. Repéré par Corinne Diacre, il rejoint le Clermont Foot 63, club de Ligue 2. Il signe son premier contrat professionnel de trois ans quelques mois après.
Peu utilisé durant sa troisième saison professionnelle, il signe au Stade lavallois au mercato hivernal. Il poursuit ensuite sa carrière en Europe de l'Est (Croatie, Bulgarie, Roumanie).
À l'été 2022, il participe au stage de l'UNFP destiné aux joueurs sans contrat avant de signer à Virton en deuxième division belge.

### Parcours en sélection
Michel Espinosa est appelé en équipe de France U18 en mai 2011 pour deux matches amicaux en Suisse. Pour ses débuts en Bleu, il remplace Florian Thauvin. Parmi ses coéquipiers figurent également Lucas Digne et Geoffrey Kondogbia.

## Statistiques
| Saison                | Club                  | Championnat           | Championnat | Championnat | Coupe nationale | Coupe nationale | Coupe de la Ligue | Coupe de la Ligue | Total | Total |
| Saison                | Club                  | Division              | M.          | B.          | M.              | B.              | M.                | B.                | M.    | B.    |
| 2014-2015             | Trélissac FC          | CFA                   | 27          | 1           | 2               | 0               | -                 | -                 | 29    | 1     |
| Sous-total            | Sous-total            | Sous-total            | 27          | 1           | 2               | 0               | -                 | -                 | 29    | 1     |
| 2015-2016             | Clermont Foot 63      | Ligue 2               | 20          | 0           | 2               | 0               | 1                 | 0                 | 23    | 0     |
| 2016-2017             | Clermont Foot 63      | Ligue 2               | 20          | 0           | 2               | 0               | 1                 | 0                 | 23    | 0     |
| 2017-2018             | Clermont Foot 63      | Ligue 2               | 5           | 0           | 1               | 0               | 3                 | 0                 | 9     | 0     |
| Sous-total            | Sous-total            | Sous-total            | 45          | 0           | 5               | 0               | 5                 | 0                 | 55    | 0     |
| 2017-2018             | Stade lavallois       | National              | 11          | 1           | -               | -               | -                 | -                 | 11    | 1     |
| Sous-total            | Sous-total            | Sous-total            | 11          | 0           | -               | -               | -                 | -                 | 11    | 0     |
| Total sur la carrière | Total sur la carrière | Total sur la carrière | 83          | 2           | 7               | 0               | 5                 | 0                 | 95    | 2     |